# Брукс (водопад)
Брукс (англ. Brooks Falls) — водопад, расположенный в национальном парке Катмай в штате Аляска, США. Расположен на реке Брукс на расстоянии 2,4 км от одноимённого озера и на таком же — от озера Накнек. Большие популяции нерки у водопада привлекают медведей гризли. Наиболее часто медведей на водопаде можно увидеть в июле и в сентябре. За месяц на водопад может приходить до 25 медведей; в сентябре на водопаде было замечено не более восемнадцати особей.
До 1950-х годов охота на медведей в этом районе не была запрещена, потому их популяция серьёзно сократилась. После введённого запрета популяция медведей увеличилась в четыре раза, а охота теперь ведётся в основном на лосося.
Артефакты, найденные в этом районе, датируются примерно седьмым тысячелетием до нашей эры, что позволяет сделать вывод, что это — одно из старейших поселений в Северной Америке. Поскольку это место находится недалеко от Берингии, можно предполагать, что это были переселенцы с территории Сибири. Коренные американцы до сих пор проживают в районе водопада в селе Олд-Савоноски.